# Avicularia caei
Avicularia caei (лат.) — вид пауков-птицеедов из рода Avicularia, обнаруженный в Бразилии (Южная Америка) и описанный в 2017 году. Вид назван в честь Carlos Eduardo Gurgel Paiola, известного также как «Caê».